# WeSC
 "WE" omdirigeres hertil. For andre betydninger af WE, se WE (flertydig).
WeSC (som står for WE are the Superlative Conspiracy) eller WE er et svensk tøjmærke grundlagt i 1999, som hovedsageligt koncentrerer sig om den såkaldte skateboardingstil. Tøjmærket blev først for alvor populært, da WeSC begyndte at sponsorere svenske skatere og hiphop-grupper som Looptroop og Timbuktu, mod at de bar og reklamerede for deres tøj. I dag er deres varer meget populære, og har dannet mode i Sverige såvel som i Nordamerika, Østasien og resten af Europa. Foruden Sverige har WeSC stormagasiner i Tokyo, München, Beverly Hills og New York. Lige nu arbejder WeSC på at opnå større salg af varer i USA, idet forretningen i Sverige har nået toppen.